# Northrop HL-10
Northrop HL-10 là một mẫu thiết kế sử dụng công nghệ thân nâng hạng nặng của NASA.

## Tính năng kỹ chiến thuật (Northrop HL-10)

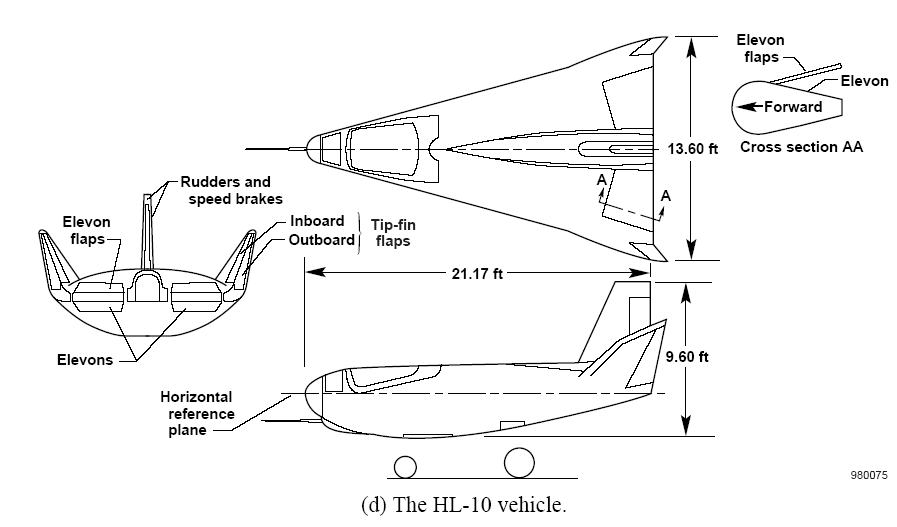
NASA HL-10

### Tính năng chung
- Kíp lái: 1
- Dài: 21 ft 2 in (6,45 m)
- Sải cánh: 13 ft 7 in (4,15 m)
- Cao: 9 ft 7 in (2,92 m)
- Diện tích cánh: 160 ft² (14,9 m²)
- Rỗng: 5.285 lb (2.397 kg)
- Đầy tải: 6.000 lb (2.721 kg)
- Cất cánh tối đa: 10.009 lb (4.540 kg)
- Động cơ: 1 x Reaction Motors XLR-11 kiểu rocket. Lực đẩy 8.000 lbf (35,7 kN)

### Hiệu năng
- Vận tốc tối đa: 1.228 mph (1.976 km/h)
- Tầm bay: 45 dặm (72 km)
- Trần bay: 90.303 ft (27.524 m)
- Vận tốc leo cao:  ft/phút (m/phút)
- Tải cánh: 62,5 lb/ft² (304,7 kg/m²)
- Lực đẩy/trọng lượng: 1:0,99